# Wilhelm Staronka
Wilhelm Alojzy Staronka (ur. 22 maja 1883 we Lwowie, zm. 21 marca 1958 w Krakowie) – polski chemik, profesor Akademii Górniczo-Hutniczej w Krakowie.

## Życiorys
Wilhelm Staronka urodził się 22 maja 1883 roku we Lwowie. Był synem Edwarda, urzędnika kolejowego i Barbary z Dicków.
Maturę zdał w 1902 roku w Gimnazjum św. Anny w Krakowie. Studiował w latach 1902–1906 nauki matematyczno-przyrodnicze na Uniwersytecie Jagiellońskim. Zwrócił na siebie uwagę profesora Karola Olszewskiego i po ukończeniu studiów w 1906 roku został jego asystentem w I Zakładzie Chemicznym UJ. W 1908 roku przeniósł się na Akademię Rolniczą w Dublanach. W 1912 roku uzyskał doktorat na Uniwersytecie Lwowskim w zakresie chemii na Wydziale Filozoficznym.
W latach 1912–1919 pracował jako nauczyciel w średniej Szkole Handlowej w Tarnowie. W 1919 roku po powstaniu Akademii Górniczej w Krakowie wygrał konkurs na kierownika Katedry Chemii Metali i Chemii Analitycznej, obejmując tę funkcję w 1920 roku jako zastępca profesora.
W 1922 roku habilitował się na UJ uzyskując prawo wykładania z zakresu chemii fizycznej. W tym samym roku otrzymał tytuł profesora nadzwyczajnego na Akademii Górniczej, a w 1929 profesora zwyczajnego. W latach 1932–1934 był dziekanem Wydziału Hutniczego, a w latach 1934-1936 prodziekanem tego wydziału.
6 listopada 1939 roku został aresztowany w ramach Sonderaktion Krakau i po trzech tygodniach pobytu w więzieniach w Krakowie i Wrocławiu trafił do obozu koncentracyjnego w Sachsenhausen. Został zwolniony 8 lutego 1940 roku wraz z grupą najstarszych profesorów.
Po powrocie do Krakowa pracował jako nauczyciel chemii w działającej oficjalnie od jesieni 1940 roku dwuletniej Państwowej Szkole Technicznej Górniczo-Hutniczo-Mierniczej. Brał udział w tajnym nauczaniu wykładając przedmioty chemiczne dla studentów medycyny.
Po wojnie, od razu w 1945 roku powrócił na stanowisko kierownika Katedry Chemii Ogólnej i Analitycznej AGH. W wyniku braku podręczników dla studentów opracował skrypt Chemia nieorganiczna dla studentów Akademii Górniczej, który potem rozszerzył i opublikował jako dwuczęściowy podręcznik Chemia nieorganiczna i ogólna.
Zmarł z powodu choroby nowotworowej 21 marca 1958 roku w Krakowie. Został pochowany na cmentarzu Rakowickim.
Był żonaty z Antoniną Józefą Kahl, z którą miał dwóch synów Leszka Marka (1911–1945) – chemika i Andrzeja Witolda (1916–2000) – chemika, profesora AGH.

## Odznaczenia
- 1928 – Medal Dziesięciolecia Odzyskanej Niepodległości
- 1938 – Srebrny Medal za Długoletnią Służbę
- 1957 – Krzyż Komandorski Orderu Odrodzenia Polski